# Kuny Domokos Megyei Múzeum
Das Kuny Domokos Megyei Múzeum (Komitatsmuseum Kuny Domokos), auch Tatai Vármúzeum (Burgmuseum Tata) ist ein Museum in der ungarischen Stadt Tata, das sich mit archäologischen, ortsgeschichtlichen, künstlerischen und kunstgewerblichen ethnographischen Exponaten befasst. Es befindet sich im Gebäude der Burg in der Váralja utca 1–3.
1949 wurde das im Komitat Komárom-Esztergom gelegene Museum per Gesetz beschlossen und 1951 in der Villa Quadt eingerichtet. Das Fundament der Sammlungen bildeten die Ausstellungsstücke des 1912 in Tatatóváros gegründeten Piaristenmuseums. Durch die rasche Vergrößerung der Bestände wurde sehr schnell ein Umzug in die im 19. Jahrhundert neogotisch rekonstruierte seeseitige Front der mittelalterlichen Burg am Öreg-See notwendig. 1954 eröffnete dort das Museum.
Zu den wichtigsten römerzeitlichen Exponaten zählt ein aus Freskenresten rekonstruierter tonnengewölbter länglich-rechteckiger Raum, der ursprünglich zu einem Privathaus des antiken Brigetio (Komárom) gehörte.
Im Erdgeschoss befindet sich ein römisches Lapidarium sowie mittelalterliche Bruchstücke aus der von den Osmanen zerstörten Burg von Tata und vom Kloster Vérteskeresztúr. Ein weiterer Raum ist römischen Funden von verschiedenen Grabungsplätzen – darunter vom Kastell Ács-Vaspuszta am Limes Pannonicus – gewidmet. Besonders wertvoll sind auch die Erzeugnisse aus den antiken Töpferwerkstätten Brigetios.
Im mittleren Stockwerk wird unter anderem die einheimische Keramikherstellung in Tata dargestellt, die ihre Blütezeit im späten 18. und 19. Jahrhundert hatte. Die erste Fayencemanufaktur Tatas gründete 1758 der Franzose Dominique Cuny (ungarisch: Domokos Kuny), nach dem das Museum benannt ist. Bedeutend ist in diesem Stock auch ein mächtiger, mittelalterlicher Ofen aus grünen Kacheln. Im obersten Stockwerk befindet sich eine Ausstellung zur Familie der Esterházy, die unweit der Burg ein Schloss besaß.

## Museumsdirektoren
- Lajos Dobroszláv (1951–1953)[2]
- Ferenc Jenei (1953–1957)[2]
- Ákos Kiss (1957)[2]
- Alán Kraloványszky (1957)[2]
- Endre Bíró (1957–1984)[2]
- Sarolta B. Szatmári (1984–1989)[3]
- János Fatuska (1989–1995)[3]
- Éva Mária Fülöp (1995[3]–2004)
- Szilvia Andrea Holló (2004–2007)
- Julianna Kisné Cseh (geschäftsführende Direktorin 2007)
- Éva Mária Fülöp (2007–2012)
- Gyula Perger (2013–2017)[4]
- Richárd Schmidtmayer (2017–heute)[5]